# بيل إيرل
بيل إيرل (بالإنجليزية: Bill Earle)‏ هو لاعب كرة قدم أسترالية أسترالي، ولد في 21 يناير 1911، وتوفي في 12 أبريل 1983.

## وصلات خارجية
- بيل إيرل على موقع AustralianFootball.com (الإنجليزية)
- بيل إيرل على موقع AFLtables.com (الإنجليزية)